# Малинино (Венгеровский район)
Мали́нино — деревня в Венгеровском районе Новосибирской области России. Входит в состав Вознесенского сельсовета.

## География
Площадь деревни — 35 гектаров.

## Население
| 2002 | 2007 | 2010 |
| ---- | ---- | ---- |
| 181  | ↘160 | ↘140 |

## Инфраструктура
В деревне по данным на 2007 год функционируют 1 учреждение здравоохранения, 1 образовательное учреждение.